# Чемпіонат світу з трекових велоперегонів 2014 — командний спринт (чоловіки)
Змагання з командного спринту серед чоловіків на Чемпіонаті світу з трекових велоперегонів 2014 відбулись 26 лютого 2014. У них взяли участь тридцять шість велогонщиків з дванадцяти країн. Дві найшвидші у кваліфікації команди вийшли у фінал за золоті медалі, а ті, що посіли третє і четверте місця - за бронзові.

## Медалісти
| Золото | Нова Зеландія Етан Мітчелл Сем Вебстер Едвард Докінс     |
| Срібло | Німеччина Рене Ендерс Роберт Ферстеманн Максиміліан Леві |
| Бронза | Франція Грегорі Боже Кевен Сіро Мікаель Д'Алмейда        |

## Результати

### Кваліфікація
Кваліфікація розпочалась о 19:20.
| Місце | Ім'я                                                 | Країна          | Час    | Примітки |
| ----- | ---------------------------------------------------- | --------------- | ------ | -------- |
| 1     | Етан Мітчелл Сем Вебстер Едвард Докінс               | Нова Зеландія   | 43.065 |          |
| 2     | Рене Ендерс Роберт Ферстеманн Максиміліан Леві       | Німеччина       | 43.301 |          |
| 3     | Павло Якушевський Денис Дмітрієв Микита Шуршин       | Росія           | 43.454 |          |
| 4     | Грегорі Боже Кевен Сіро Мікаель Д'Алмейда            | Франція         | 43.486 |          |
| 5     | Філіп Гіндс Джейсон Кенні Кіан Емаді                 | Велика Британія | 43.617 |          |
| 6     | Деніел Елліс Шейн Перкінс Метью Ґлетцер              | Австралія       | 43.658 |          |
| 7     | Мацей Бєлецький Даміан Желінський Кшиштоф Максель    | Польща          | 43.885 |          |
| 8     | Джефрі Хогланд Уго Хаак Маттейс Бюхлі                | Нідерланди      | 43.925 |          |
| 9     | Хосе Морено Санчес Хуан Перальта Ходей Маскваяран    | Іспанія         | 44.753 |          |
| 10    | Рубен Мурільйо Леонардо Нарваес Сантьяго Рамірес     | Колумбія        | 44.924 |          |
| 11    | Томоюкі Кавабата Кадзунарі Ватанабе Сеїтіро Накаґава | Японія          | 44.938 |          |
| 12    | Ху Ке Чжан Мяо Сюй Чао                               | КНР             | 45.131 |          |

### Фінали
Фінали розпочались о 20:45.
| Місце                    | Ім'я                                           | Країна        | Час    | Примітки |
| ------------------------ | ---------------------------------------------- | ------------- | ------ | -------- |
| Заїзд за золоту медаль   |                                                |               |        |          |
| 1                        | Етан Мітчелл Сем Вебстер Едвард Докінс         | Нова Зеландія | 42.840 |          |
| 2                        | Рене Ендерс Роберт Ферстеманн Максиміліан Леві | Німеччина     | 42.885 |          |
| Заїзд за бронзову медаль |                                                |               |        |          |
| 3                        | Грегорі Боже Кевен Сіро Мікаель Д'Алмейда      | Франція       | 43.285 |          |
| 4                        | Павло Якушевський Денис Дмітрієв Микита Шуршин | Росія         | 43.309 |          |